# DeMarini
DeMarini Sports, Inc. — американський виробник спортивного обладнання зі штаб-квартирою в місті Хіллсборо, штат Орегон, США. Компанія відома виробництвом бит для бейсболу та софтболу та рукавичок.
DeMarini є дочірньою компанією Wilson Sporting Goods Co.

## Історія
Рей ДеМаріні заснував компанію в Орегоні в 1989 році, представивши «високотехнологічну» софтбольну биту.  Введення компанією в 1995 році подвійних настінних бит та збільшена потужність, яку вони надавали, викликали похвалу,  але також викликали занепокоєння щодо безпеки бит.  У середині 90-х продажі щороку перевищували 10 000 бит.  Придбаний компанією Wilson Sporting Products у 2000 році, DeMarini продовжує досліджувати, проектувати та створювати бити на своєму заводі в Хіллсборо, штат Орегон.  У 2012 році компанія розширила бізнес, додавши одяг для софтболу та бейсболу.  

## Продукти
Технологія DoubleMall від DeMarini використовує дві незалежні стіни для створення поверхні удару трампліна, розширюючи центр удару по довжині стовбура. Вони також виробляють бити, такі як Nitro і Diablo, з однією стінкою. Більшість бит маленької ліги DeMarini припадають на -11, -12 та -13. Більшість бит старшої ліги приходять в -8. Всі дорослі бити продаються як -3 падіння ваги. Найпоширенішою битою є серія CF та серія Vodoo. Ця бита була спочатку як F2. Інші нововведення включають алюмінієво-вуглецеві гібридні бити.  Компанія не схожа на багатьох своїх конкурентів, які виробляють бити за кордоном. 
Більше 150 бейсбольних програм в коледжах використовують бити DeMarini, включаючи Університет штату Орегон, повторних чемпіонів Світової серії в коледжах у 2006, 2007, 2018 та 2009 чемпіонах CWS з університету штату Луїзіана. Команди чемпіонатів II та III відділів Національної колегіальної атлетичної асоціації 2007 року також використовували обладнання DeMarini.  Заголовок у газеті Нью-Джерсі за 2005 рік називав бити DeMarini «Мерседесом бейсбольних бит». 
Серед інших виробників бит, DeMarini брав участь у збільшенні маркетингу гравців бейсболу Маленької ліги, що зазнало критики. 